# تپه کوی رگه
تپه کوی رگه در شهرستان سلسله (الشتر)، بخش فیروزآباد، دهستان فیروزآباد، ۲۰۰ متری جنوب غرب روستای چشمه علی اکبر واقع شده و این اثر در تاریخ ۷ اسفند ۱۳۸۶ با شمارهٔ ثبت ۲۱۳۱۲ به‌عنوان یکی از آثار ملی ایران به ثبت رسیده است.